# Impact Wrestling Against All Odds
Pour les articles homonymes, voir Against All Odds.

Against All Odds est une manifestation annuelle de catch professionnel (pay-per-view) télédiffusée et visible uniquement en paiement à la séance. L’évènement est produit par la Total Nonstop Action Wrestling en février. Il y a eu 7 édition de Against All Odds dans le calendrier PPV de la TNA

## Événement
| #  | Événement               | Date             | Ville                       | Arène             | Main Event                                                                                              | Temps |
| -- | ----------------------- | ---------------- | --------------------------- | ----------------- | --- | ----- |
| 1  | Against All Odds (2005) | 13 février 2005  | Orlando, Floride            | TNA Impact! Zone  | Jeff Jarrett (c) vs. Kevin Nash pour le NWA World Heavyweight Championship                              | 19:45 |
| 2  | Against All Odds (2006) | 12 février 2006  | Orlando, Floride            | TNA Impact! Zone  | Jeff Jarrett (c) vs. Christian Cage pour le NWA World Heavyweight Championship                          | 16:23 |
| 3  | Against All Odds (2007) | 11 février 2007  | Orlando, Floride            | TNA Impact! Zone  | Christian Cage (c) vs. Kurt Angle pour le NWA World Heavyweight Championship                            | 19:04 |
| 4  | Against All Odds (2008) | 10 février 2008  | Greenville, Caroline du Sud | BI-LO Center      | Christian Cage (c) vs. Kurt Angle pour le NWA World Heavyweight Championship                            | 20:40 |
| 5  | Against All Odds (2009) | 8 février 2009   | Orlando, Floride            | TNA Impact! Zone  | Sting (c) vs. Brother Devon vs. Brother Ray vs. Kurt Angle pour le TNA World Heavyweight Championship   | 14:34 |
| 6  | Against All Odds (2010) | 14 février 2010  | Orlando, Floride            | TNA Impact! Zone  | D'Angelo Dinero vs. Mr. Anderson                                                                        | 15:56 |
| 7  | Against All Odds (2011) | 13 février 2011  | Orlando, Floride            | TNA Impact! Zone  | Mr. Anderson (c) vs. Jeff Hardy pour le TNA World Heavyweight Championship                              | 18:15 |
| 8  | Against All Odds (2012) | 12 février 2012  | Orlando, Floride            | TNA Impact! Zone  | Bobby Roode (c) vs. Bully Ray vs. James Storm vs. Jeff Hardy pour le TNA World Heavyweight Championship | 15:12 |
| 9  | Against All Odds (2019) | 17 février 2019  | Las Vegas, Nevada           | Sam's Town Casino | Brian Cage vs. Killer Kross                                                                             | 15:30 |
| 10 | Against All Odds (2021) | 12 juin 2021     | Nashville, Tennessee        | Skyway Studios    | Kenny Omega (c) contre Moose pour le Impact World Championship                                          | 22:51 |
| 11 | Against All Odds (2022) | 1er juillet 2022 | Atlanta, Géorgie            | Center Stage      | Josh Alexander (c) contre Joe Doering pour le Impact World Championship                                 | 15:59 |
| 12 | Against All Odds (2023) | 9 juin 2023      | Columbus, Ohio              | Ohio Expo Center  | |       |

## Contexte
Les spectacles de la Total Nonstop Action Wrestling en paiement à la séance sont constitués de matchs aux résultats prédéterminés par les scénaristes de la TNA, justifiés par des rivalités ou qualifications survenues dans les émissions de la TNA telles que Impact et Xplosion.
Les scénarios ici présentés sont la version des faits telle qu'elle est présentée lors des émissions télévisées. Elle respectent donc le Kayfabe de la TNA.

## Résultats

### 2005
Against All Odds 2005 eut lieu le 13 février 2005 à la iMPACT! Zone à Orlando (Floride)
- Elix Skipper def Petey Williams avec un Sudden Death (7:58)
- B.G. James/Jeff Hammond def Michael Shane/Kazarian (5:33)
  - Hammond a effectué le tombé sur Kazarian avec un elbow drop.
- Raven def Dustin Rhodes avec un Roll-up (8:20)
- America's Most Wanted (Chris Harris/James Storm) def Kid Kash/Lance Hoyt pour conserver les NWA World Tag Team Championship (12:25)
  - Harris a effectué le tombé sur Hoyt avec leur Death Sentence
- Abyss def Jeff Hardy dans un Full Metal Mayhem (15:21)
  - Abyss decroche le contrat pour se mériter un match pour le NWA World Heavyweight Championship
- Diamond Dallas Page/Monty Brown def Team Canada (Eric Young/Bobby Roode) (9:43)
  - Page a effectué le tombé sur Young après un Top Rope Diamond Cutter
- A.J. Styles def Christopher Daniels 2-1 dans un Iron Man match de 30 minutes pour conserver le TNA X Division Championship (31:37)
  - Daniels effectua le tombé sur Styles avec son Angel's Wings
  - Styles effectua le tombé sur Daniels avec un Roll-up
  - Styles effectua le tombé sur Daniels avec un Styles Clash en prolongation
- Jeff Jarrett def Kevin Nash pour conserver le NWA World Heavyweight Championship (19:45)
  - Jarrett effectua le tombé sur Nash après 2 Stroke

### 2006
Against All Odds 2006 eut lieu le 12 février 2006 à la iMPACT! Zone à Orlando (Floride).
- The Naturals (Andy Douglas/Chase Stevens) def Austin Aries/Roderick Strong (10:29)
  - Douglas effectua le tombé sur Aries après leur Natural Disaster
- Jay Lethal def Matt Bentley,Alex Shelley et Petey Williams dans un Fatal Four Way (10:30)
  - Lethal effectua le tombé sur Williams après que Bentley ne porte un Back Body Drop sur Williams
- The James Gang (B.G. James/Kip James) def Latin American Exchange (Homicide/Machete) (5:59)
  - B.G. effectua le tombé sur Machete avec un Pumphandle Drop
- America's Most Wanted (Chris Harris/James Storm) def Chris Sabin/Sonjay Dutt pour conserver les NWA World Tag Team Championship (10:43)
  - Storm effectua le tombé sur Dutt après un Death Sentence
- Rhino def Abyss dans un Falls Count Anywhere (15:25)
  - Rhino effectua le tombé sur Abyss avec un Gore depuis les gradins à travers 4 tables
- Samoa Joe def A.J. Styles et Christopher Daniels dans un Triple Threat pour conserver le TNA X Division Championship (16:07)
  - Joe effectua le tombé sur Styles avec un Muscle Buster
- Team 3D (Brother Ray/Brother Devon) def Team Canada (Bobby Roode/Eric Young) (13:12)
  - Ray effectua le tombé sur Young avec un 3D
- Christian Cage def Jeff Jarrett pour remporter le NWA World Heavyweight Championship (16:14)
  - Cage effectua le tombé sur Jarrett avec son Unprettier.

### 2007
Against All Odds 2007 eut lieu le 11 février 2007 à la iMPACT! Zone à Orlando (Floride).
- Latin American Exchange (Homicide/Hernandez) def Team 3D (Brother Ray/Brother Devon) dans un Little Italy Street Fight (9:26)
  - Hernandez effectua le tombé sur Devon avec un Border Toss.
- Senshi def Austin Starr (8:21)
- Christy Hemme def "Big Fat Oily Guy" dans un Tuxedo Match (2:29)
- Lance Hoyt def Dale Torborg (5:04)
  - Hoyt effectua le tombé sur Torborg après qu'Eckstein frappe Torborg avec une chaise
- A.J. Styles def Rhino dans un Motor City Chain (15:07)
  - Styles effectua le tombé sur Rhino après Styles avoir esquivé un Gore de Rhino à travers une table
- Chris Sabin def Jerry Lynn pour conserver le TNA X Division Championship (13:33)
  - Sabin effectua le tombé sur Lynn en utilisant les cordes
- James Storm/Jacqueline Moore def Petey Williams/Gail Kim dans un Mixed Tag Team (8:49)
- Sting def Abyss dans un Prison Yard (11:57)
  - Sting gagne en plaçant Abyss dans la cage après lui avoir porté un powerbomb à travers une table recouverte de barbelés (19:02)
- Christian Cage def Kurt Angle pour conserver le NWA World Heavyweight Championship
  - Cage effectua le tombé sur Angle après un coup de barre de fer suivi Unprettier.
  - Durant le match Tomko et Scott Steiner sont intervenus pour aider Cage.
  - Samoa Joe était à l'extérieur en tant que Special Enforcer.

### 2008
Against All Odds 2008 eut lieu le 10 février 2008 au BI-LO Center à Greenville
- Drinking Championship : James Storm déf Eric Young (7:49)
  - Storm devra choisir la stipulation après sa victoire à Final Resolution 2008
- Street Fight : Johnny Devine/Team 3D (Brother Ray and Brother Devon) déf Jay Lethal/Motor City Machine Guns (Chris Sabin and Alex Shelley) (12:30)
  - Si les Machine Guns et Lethal gagnent, la XDivision aura un poids limite de 125 kg
  - si Team 3D et Devine gagnent la X Division disparait
- TNA Women's World Championship : Awesome Kong déf O.D.B. (6:54)
- TNA World Tag Team Championship : AJ Styles/Tomko déf BG James/Bob Armstrong (7:45)
- Tracy Brooks déf Ms. Peyton Banks (5:07)
- Barbed Wire Match : Abyss déf Judas Mesias (14:51)
- Booker T vs Robert Roode (9:17)
  - Double count out après qu'ils se sont battus dans les coulisses.
- Malette contre Malette : Winner Take All : Scott Steiner déf Petey Williams (9:24)
- TNA World Heavyweight Championship Special Enforcer Samoa Joe : Kurt Angle déf Christian Cage (20:40)

### 2009
Against All Odds 2009 eut lieu le 8 février 2009 à la iMPACT! Zone à Orlando (Floride). 
- Alex Shelley def Eric Young pour conserver le TNA X Division Championship (13:01)
- Scott Steiner def Petey Williams (11:17)
- Brutus Magnus def Chris Sabin (6:38)
- Awesome Kong déf O.D.B. pour conserver le TNA Women's World Championship (5:39)
- Booker T (avec Sharmell) def Shane Sewell pour conserver le TNA Legend Championship (6:01)
- Abyss def Matt Morgan (15:37)
- Beer Money, Inc. (James Storm et Robert Roode) def Lethal Consequences (Jay Lethal et Consequences Creed) pour conserver le TNA World Tag Team Championship (15:41)
- Sting def Kurt Angle, Brother Ray et Brother Devon pour conserver le TNA World Heavyweight Championship (14:34)